# Kalše
Kalše – wieś w Słowenii, w gminie Slovenska Bistrica. W 2018 roku liczyła 135 mieszkańców.